# Torvnavling
Torvnavling (Omphalina pyxidata) är en svampart som först beskrevs av Pierre Bulliard (v. 1742–1793), och fick sitt nu gällande namn av Lucien Quélet 1886. Enligt Catalogue of Life ingår Torvnavling i släktet Omphalina,  och familjen Tricholomataceae, men enligt Dyntaxa är tillhörigheten istället släktet Omphalina,  och familjetillhörigheten oklar. Arten är reproducerande i Sverige. Inga underarter finns listade i Catalogue of Life. Torvnavlingen är typart för släktet Omphalina.